# 孫明明
孫 明明（そん めいめい、スン・ミンミン、Sun Mingming、1983年8月23日 - ）は、中国・黒竜江省哈爾浜巴彦県出身の元プロバスケットボール選手。ポジションはセンター。身長236cm、体重168kg。2007年現在、現役中国人選手の中で最も身長が高い選手であり、アメリカ合衆国でプレイするNBA選手をも差し置いて最長身の選手である。

## 経歴
中国のジュニアオリンピックチームや大慶市のクラブチームでプレイした後、2005年に渡米、NBAのワシントン・ウィザーズ、ユタ・ジャズ、トロント・ラプターズ、ミルウォーキー・バックス、シャーロット・ボブキャッツのワークアウトに参加した。しかし、ドラフトでは指名を受けず、2005 - 06シーズンはUSBLのドッジシティ・レジェンドに所属した。
2007年1月にABAのメリーランド・ナイトホークスと契約した後、3月にIBLのグランドラピッズ・フライト、6月にはメキシコリーグの球団と契約した。
2008年に米国で開催されたbjリーグインターナショナルトライアウトに参加。浜松・東三河フェニックスと契約した。
2009年オフ、家族の病気のため帰国。母国の北京ダックスへ入団した。

## プレイスタイル
類稀な長身を生かしたダンク、フックシュート、ジャンプシュートといった様々なシュートを使いこなせる高い技術は持っている。しかし、走力、フィジカルコンタクト、スタミナなどに課題を抱えている。

## エピソード
- 背番号79は、孫明明の身長が7フィート9インチであることからである。
- アメリカにいた頃は、NBA選手からも人気があり、NBAのスター選手達が一緒に写真を撮りたがるほどであったという。
- 映画「ラッシュアワー3」に出演し、ジャッキー・チェン、クリス・タッカーと格闘シーンを演じた。
- 2013年に結婚した妻（徐艶・元ハンドボール選手）も187.3cmの長身で、孫明明の身長（236.17cm）と合計すると423.47cmとなり、同年9月に「世界一長身の夫婦」としてギネス世界記録を更新した[1]。